# Duala (miasto)
Duala (ang., fr. Douala) – największe miasto Kamerunu, stolica Regionu Nadmorskiego i departamentu Wouri, ważny port morski nad Zatoką Gwinejską oraz lotnisko międzynarodowe i krajowe. Przez miasto przebiega droga krajowa nr 3. Aglomerację zamieszkuje prawie 4 miliony ludzi (dane z 2021 r.).
Stanowi główny ośrodek komunikacyjny i handlowy kraju. Przez jego port przechodzi większość kameruńskich towarów eksportowych, m.in. kakao, kawa. Przez Dualę przechodzą także towary z sąsiedniego Czadu, który nie ma dostępu do morza.

## Historia
Duala powstała jako osada ludu Duala jako ośrodek handlowy. W 1868 r. powstała tu niemiecka faktoria, która stała się centrum niemieckiej ekspansji kolonialnej w tej części Afryki. W 1884 r. Niemcy zawarli układ z władcami Duali i ogłosili ustanowienie niemieckiego protektoratu Kamerunu. Duala była stolicą tego terytorium aż do 1922 r. Pod koniec tego okresu, na początku I wojny światowej Kamerun został zajęty przez wojska brytyjskie i francuskie. Od 1919 r. Duala wchodziła w skład francuskiego terytorium mandatowego Kamerunu.

## Miasta partnerskie
- Akhisar
- Dakar
- Filadelfia
- Newark
- Windhuk